# Mimikajiru
Mimikajiru (耳噛じる?, Bitten on the Ear) è il primo album in studio del gruppo musicale giapponese Maximum the Hormone, pubblicato il 23 ottobre 2002 dalla Mimikajiru.

## Tracce
Testi e musiche di Maximum the Ryo.
1. Nigire!! – 3:41
2. Jonny Tetsu Pipe – 1:54
3. Abara Bob – 2:28
4. Jonny Mamma Mia California -Jonny Tetsu Pipe II- – 1:05
5. SANPIN – 1:36
6. Usukimi Billy – 1:08
7. Nobodys – 3:28
8. Ningen Enpi – 4:00

Tracce bonus
1. Pato-car Moyasu – 0:40
2. Policeman F**K – 1:14

## Formazione
- Daisuke-han – voce
- Maximum the Ryo-kun – voce, chitarra
- Ue-chan – basso
- Nawo – batteria, voce